# Валеска (Џорџија)
Валеска (енгл. Waleska) град је у америчкој савезној држави Џорџија. По попису становништва из 2010. у њему је живело 644 становника.

## Демографија
Према попису становништва из 2010. у граду је живело 644 становника, што је 28 (4,5%) становника више него 2000. године.
| Група             | 2000.       | 2010.       |
| Белци             | 541 (87,8%) | 533 (82,8%) |
| Афроамериканци    | 24 (3,9%)   | 57 (8,9%)   |
| Азијати           | 8 (1,3%)    | 9 (1,4%)    |
| Хиспаноамериканци | 16 (2,6%)   | 24 (3,7%)   |
| Укупно            | 616         | 644         |